# Parco naturale regionale di Tepilora, Sant'Anna e Rio Posada
Il Parco naturale regionale di Tepilòra (in sardo: Parcu naturale regionale de Tepilòra, Sant'Anna et Riu Pasada) è un'area naturale protetta della Regione Autonoma della Sardegna istituita nel 2014. Il 14 giugno 2017 l'area del Parco, con l'aggiunta dei territori di altri 13 Comuni tra Barbagia, Baronia e Bassa Gallura, ha ottenuto dall’UNESCO il riconoscimento di Riserva della biosfera. In Italia esistono 17 Riserve di Biosfera, mentre la Riserva di Biosfera MaB UNESCO di Tepilòra, Rio Posada e Montalbo è l'unica presente in Sardegna.

## Territorio

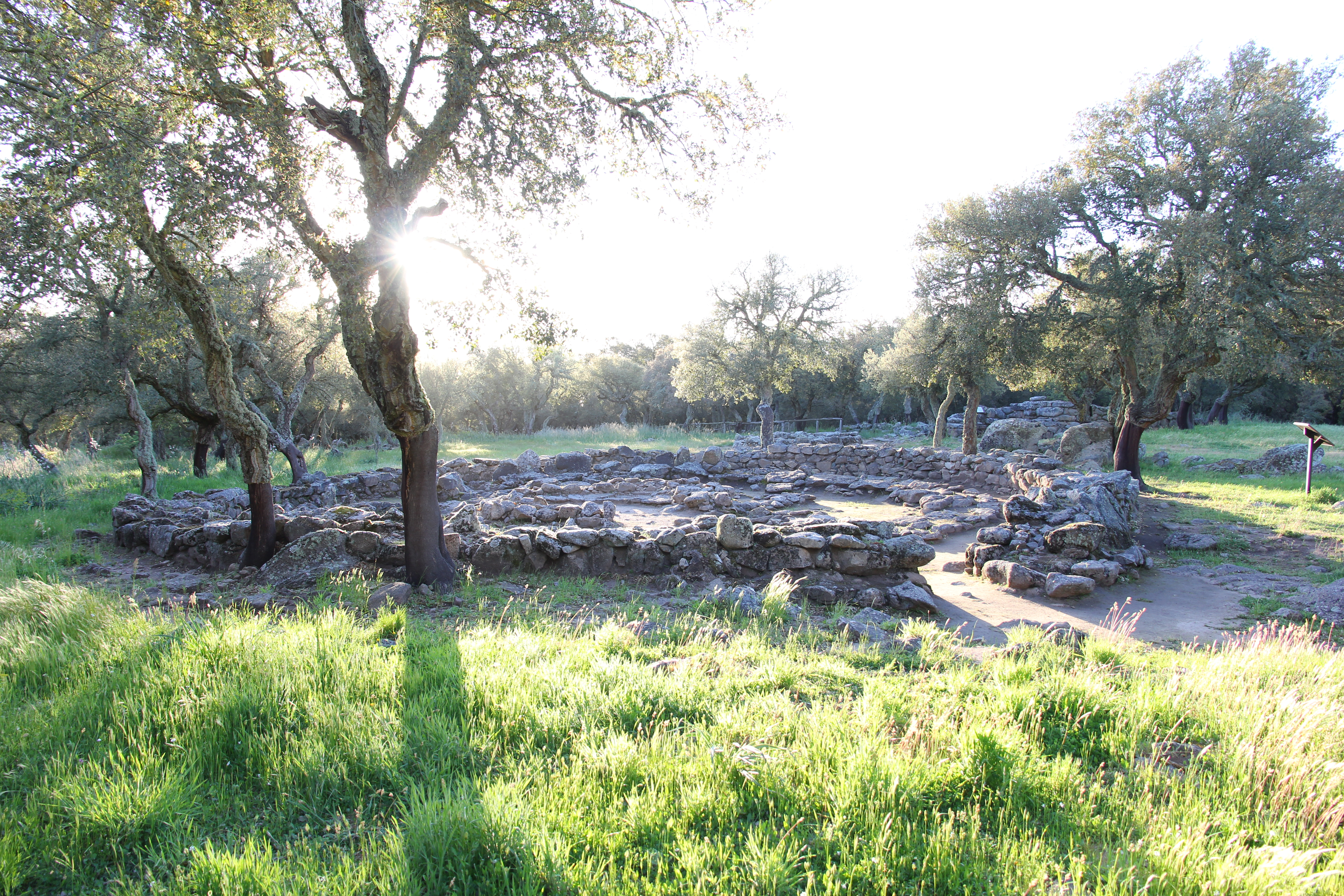
Sito archeologico di Romanzesu (Bitti)

Il parco si trova nel nord-est della Sardegna, nella provincia di Nuoro, ed interessa i comuni di Bitti, Lodè, Torpè e Posada. Il territorio si sviluppa su un'area di elevato valore naturalistico di circa 8.000 ettari che comprende la montagna di Tepilora (528 m slm), la foresta demaniale di Crastazza-Tepilora e parte della foresta demaniale di Sos Littos-Sas Tumbas nel territorio del comune di Bitti, il complesso forestale di Sant'Anna nel comune di Lodè, la foresta demaniale di Usinavà nel comune di Torpè, lo stagno Longu ed il corso del rio Posada fino alla sua foce nel comune di Posada. Il punto più alto del parco è il colle di Nodu Pedra Orteddu presso Bitti. In un'area poco distante dai confini dal parco, nel territorio di Bitti, si trova il Complesso nuragico di Romanzesu.

## Flora

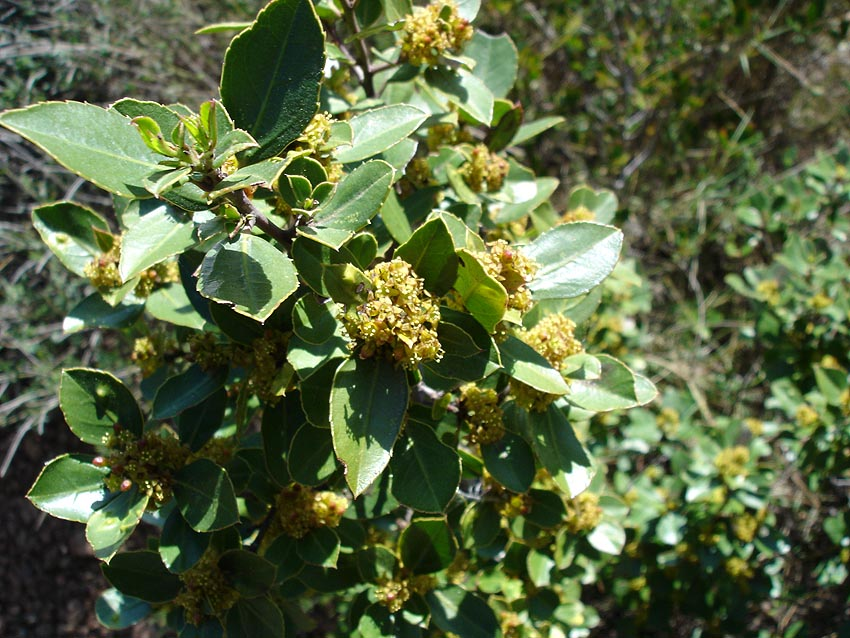
Alaterno

Il bioma prevalente nel territorio è quello della foresta mediterranea di sclerofille. La specie arborea più significativa è il leccio (Quercus ilex). Il sottobosco è caratterizzato da arbusti sempreverdi quali il corbezzolo (Arbutus unedo), l’alaterno (Rhamnus alaternus), e l'ilatro (Phillyrea latifolia). Altre specie significative sono: l'olivastro (Olea europaea varietà Sylvestris), il rosmarino (Rosmarinus officinalis), il mirto (Myrtus communis), l'ilatro a foglie strette (Phillyrea angustifolia), le tamerici, le eriche (Erica arborea e Erica scoparia), e l’euforbia arborea (Euphorbia dendroides).

## Fauna

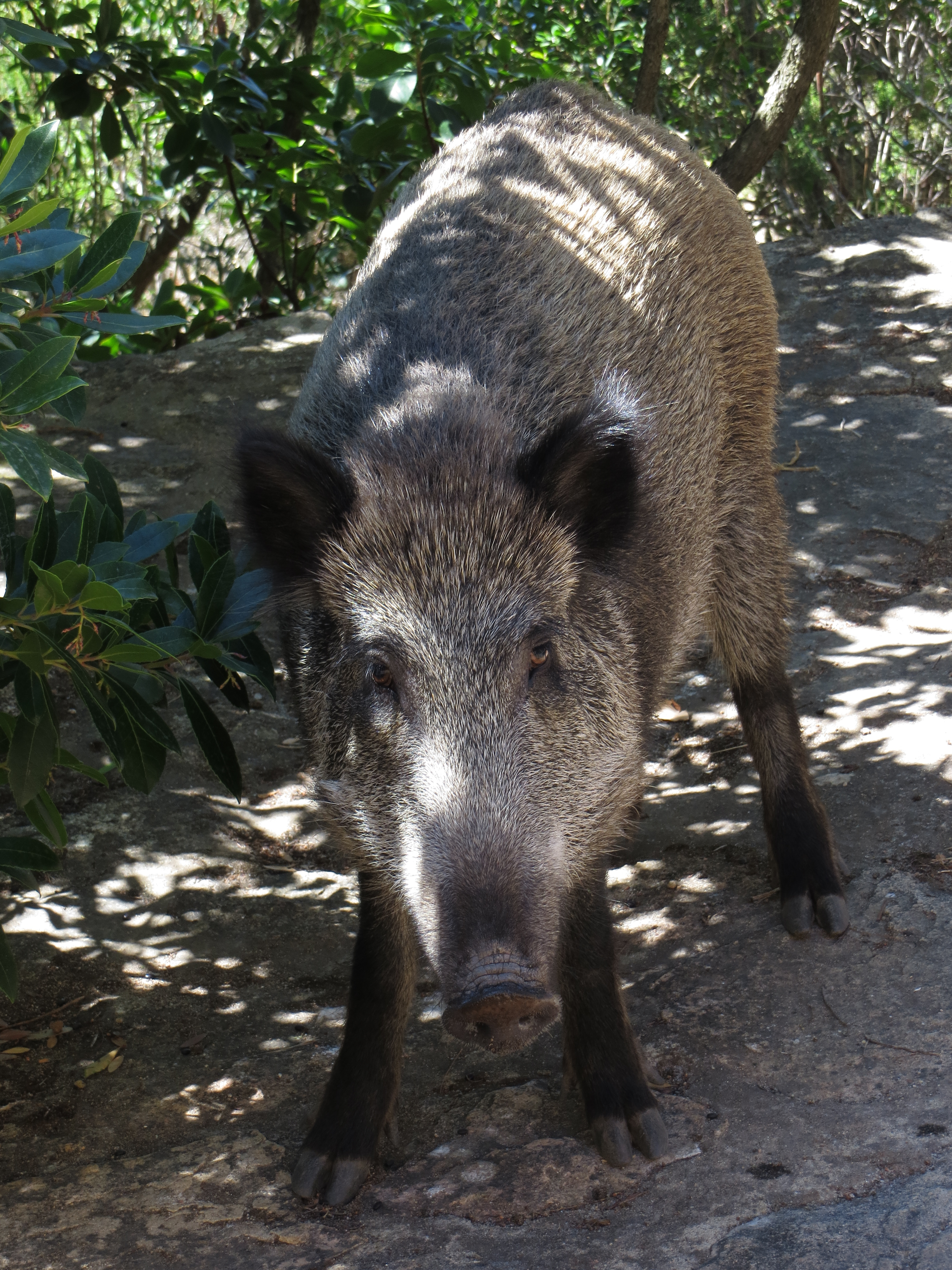
Cinghiale sardo

Le specie animali presenti nel territorio sono quelle tipiche della macchia mediterranea. Fra i mammiferi troviamo quindi il muflone (Ovis musimon), il cinghiale sardo(Sus scrofa meridionalis), la lepre sarda (Lepus capensis mediterraneus), la volpe sarda (Vulpes vulpes ichnusae) e il gatto sardo (Felis lybica sarda).

Fra gli uccelli si trovano l’aquila reale (Aquila chrysaetos) che nidifica presso il colle Tepilora, il falco pellegrino (Falco peregrinus), lo sparviere (Accipiter nisus) e la poiana sarda (Buteo buteo arrigonii). Nel 2018, alcuni esemplari di aquila del Bonelli provenienti dalla Spagna, sono stati qui liberati, con l'intento di ripopolare l'isola.